# Capitan (commedia dell'arte)
Pour les articles homonymes, voir Capitan et Matamore.
Le Capitan ou Matamore  est un personnage type de la commedia dell'arte.
Vantard et fanfaron mais lâche, le Capitan est une parodie de l'héroïsme militaire. Au XVIe siècle, les exploits militaires qu'avaient chantés les troubadours avaient cessé d'être appréciés du peuple. Les provinces conquises par les Espagnols étaient gouvernées avec fermeté et l’état d'esprit avait changé. La prise en charge des mercenaires pesait sur l'économie du pays. Aussi se moquait-on ouvertement des récits militaires et épiques, et le Capitan devint espagnol.
Le Capitan représente, dans la troupe, le soldat fanfaron et vient d'Espagne. Les soldats de Charles-Quint, qui se répandirent dans toute l'Europe, en fournirent de nombreux modèles tant à la comédie écrite qu'à la comédie improvisée. C'est Le Soldat fanfaron de Plaute rajeuni. Militaire, plein de galons, il symbolise le soldat qui vante ses exploits. Il porte un chapeau à plume et une fraise, il est muni d’une épée et a une belle prestance. Il eut, aux XVIe et XVIIe siècles, une très grande vogue en Italie, en Espagne, en France et en Angleterre. Le théâtre se remplit, en Italie surtout (revanche des Italiens sur les soldats espagnols), de capitaines fanfarons et craintifs à la fois, aux noms retentissants de « Matamores » (Matamore), « Fracassa » (Fracasse), « Spavento » (épouvante), « Rodomonte » (Rodomont), « Spezza-Monti » (Tranche-montagne), « Rinoceronte », « Scarabombardon ». Des variétés consistant en légères nuances dans les caractères s'introduisirent dans le type consacré, et il y eut le capitaine Cerimonia, très courtois envers les dames ; Giangurgolo (Jean Grand'gueule), issu de Calabre, amoureux, affamé et vaniteux ; il Vappo, ou Smargiasso (Avaleur de charrettes), spadassin napolitain d’une extrême poltronnerie, relativement moderne ; Rogantino, qui appartient au peuple de Rome, lequel lui a donné un caractère analogue à celui de son Marco Pepe.

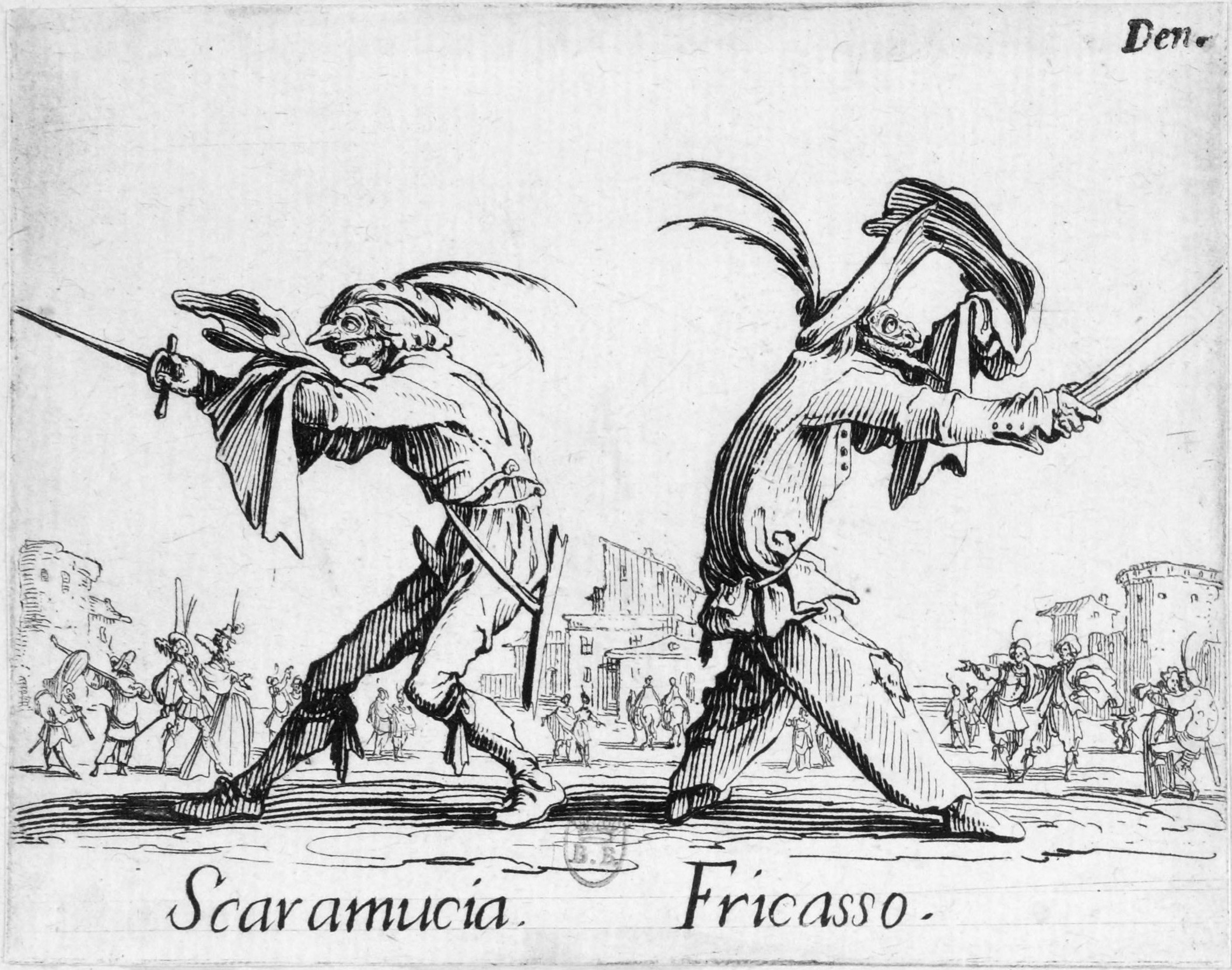
Scaramouche et Fricasso (le capitan), gravure de Jacques Callot, vers 1621.

Scaramouche est apparenté au Capitan. Le rôle de celui-ci, indispensable dans les anciennes pièces italiennes, est particulièrement développé dans le Prigione d'Amore (1590) de Sforza Oddi. Une des formes sous lesquelles il passa d'Italie en France et en Espagne, est le Cocodrillo de la comédie Angelica de Fabrizio de Fornaris. On cite parmi les capitans les plus distingués de la scène italienne, Francesco Andreini, acteur de la troupe des Gelosi venue en France en 1577, qui adopta dans cet emploi le nom de «  Capitan Spavento della Vall'Inferna ». On le retrouve en Allemagne, non sans originalité, sous les traits d'Horribilicribrifax de Gryphius.
Dans la comédie française, les noms portés par les matamores ne furent pas moins formidables : « Briarée », « Brisemur », « Fierabras », etc. Ils n'en sont pas moins taillés sur le patron italien. Terrible dès le berceau, le matamore est capable de faire frissonner ceux qu'il regarde ; il change les cités en cimetières sur son passage, il terrifie et fait pâlir même le Soleil et la Lune. D'autre part il est toujours sûr de vaincre auprès des femmes. Quand il est démasqué, il subit tous les outrages avec résignation. Le capitan se montre tel dans les comédies de Larivey, de Scarron, de Desmarets, d’Adrien de Montluc-Montesquiou, de Cyrano de Bergerac, de Rotrou, de Corneille et de Tristan L'Hermite (Le Parasite).

## Source
- Gustave Vapereau, Dictionnaire universel des l, Paris, Hachette, 1876, p. 377